# Sorrento Calcio 2010-2011
Questa pagina raccoglie le informazioni riguardanti il Sorrento Calcio nelle competizioni ufficiali della stagione 2010-2011.

## Stagione
Nella stagione 2010-2011 il Sorrento disputa il girone A del campionato di Lega Pro Prima Divisione, ottiene 58 punti con il secondo posto alle spalle del Gubbio che sale direttamente in Serie B. Nella semifinale dei Play-off il Sorrento non supera l'ostacolo Verona, perde (2-0) in veneto e pareggia (1-1) in casa. Disputa comunque un sontuoso campionato, costantemente nelle posizioni di vertice, nel girone di andata la squadra di Giovanni Simonelli mette insieme 31 punti, alle spalle della sorpresa Gubbio, poi nel girone di ritorno ha un calo, raccoglie 27 punti, mantenendo comunque la seconda posizione, ma nel momento topico del torneo, nei Play-off si è fatta sorprendere dagli scaligeri dell'Hellas Verona. Con 24 reti il brasiliano Paulinho ha vinto nettamente la classifica dei marcatori del girone A, e con 61 reti la squadra rossonera è stata la più prolifica del girone. Nella Coppa Italia nazionale il Sorrento nel primo turno ha superato (6-0) il Catanzaro, poi nel secondo turno viene eliminato (4-1) dal Modena. Nella Coppa Italia di Lega Pro il Sorrento non disputa il girone di qualificazione, avendo partecipato alla Coppa Italia nazionale, poi nel Primo turno della seconda fase, viene travolto (5-0) dal Foggia di Zeman.

## Rosa
| N. |                      | Ruolo | Calciatore           |
| -- | -------------------- | ----- | -------------------- |
|    | Italia (bandiera)    | D     | Simone Angeli        |
|    | Italia (bandiera)    | C     | Marco Armellino      |
|    | Italia (bandiera)    | A     | Antonino Bonvissuto  |
|    | Italia (bandiera)    | C     | Alfonso Camorani     |
|    | Italia (bandiera)    | A     | Massimiliano Carlini |
|    | Italia (bandiera)    | P     | Angelo Casadei       |
|    | Italia (bandiera)    | A     | Claudio Corsetti     |
|    | Italia (bandiera)    | D     | Roberto De Giosa     |
|    | Italia (bandiera)    | D     | Francesco Di Nunzio  |
|    | Argentina (bandiera) | A     | Horacio Erpen        |
|    | Italia (bandiera)    | C     | Antonio Esposito     |
|    | Italia (bandiera)    | D     | Davide Grassi        |
|    | Italia (bandiera)    | D     | Massimo Lo Monaco    |

| N. |                     | Ruolo | Calciatore           |
| -- | ------------------- | ----- | -------------------- |
|    | Italia (bandiera)   | P     | Roberto Mancinelli   |
|    | Italia (bandiera)   | C     | Gaetano Manco        |
|    | Senegal (bandiera)  | C     | Abdoulaye Niang      |
|    | Italia (bandiera)   | C     | Attilio Nicodemo     |
|    | Brasile (bandiera)  | A     | Paulinho             |
|    | Italia (bandiera)   | A     | Gaetano Pignalosa    |
|    | Italia (bandiera)   | C     | Angelo Piscitelli    |
|    | Italia (bandiera)   | P     | Generoso Rossi       |
|    | Italia (bandiera)   | D     | Rocco Sabato         |
|    | Italia (bandiera)   | D     | Ernesto Terra        |
|    | Brasile (bandiera)  | C     | Rômulo Eugênio Togni |
|    | Germania (bandiera) | A     | Angelo Vaccaro       |
|    | Brasile (bandiera)  | D     | Ronaldo Vanin        |

## Risultati

### Lega Pro Prima Divisione

#### Girone di andata
| Arbitro: | Santonocito (Abbiategrasso) |

|                     |           |                            |
| Togni 26’ Terra 86’ | Marcatori | 7’ Fava Passaro 47’ Ragusa |

| Crema 29 agosto 2010, ore 15:30 CEST 2ª giornata | Pergocrema       | 0 – 0 | Sorrento | Stadio Giuseppe Voltini\| Arbitro: \| Peretti (Verona) \| |
| Arbitro:                                         | Peretti (Verona) |       |          |                                                           |

| Arbitro: | Mariani (Aprilia) |

|                                              |           |                               |
| Togni 5’ Erpen 18’ De Giosa 69’ Paulinho 70’ | Marcatori | 23’, 41’ Guidetti 29’ Temelin |

| Arbitro: | Abbattista (Molfetta) |

|                |           |              |
| Baido 67’, 89’ | Marcatori | 39’ Paulinho |

| Arbitro: | Viti (Campobasso) |

|                                 |           |                          |
| Paulinho 19’, 53’ Pignalosa 55’ | Marcatori | 3’ Caturano 23’ Tagliani |

| Arbitro: | Giallanza (Catania) |

|            |           |                     |
| Fiuzzi 23’ | Marcatori | 64’ (rig.) Paulinho |

| Arbitro: | De Meo (Foggia) |

|                              |           |  |
| Togni 28’ Pignalosa 53’, 64’ | Marcatori |  |

| Arbitro: | Saia (Palermo) |

|                                      |           |                                         |
| Scappini 15’ Martini 17’ Damonte 70’ | Marcatori | 68’ Togni 76’ (rig.) Paulinho 85’ Manco |

| Arbitro: | Pairetto (Nichelino) |

|                            |           |             |
| Paulinho 65’ Pignalosa 81’ | Marcatori | 9’ Cipriani |

| Arbitro: | Coccia (San Benedetto del Tronto) |

|              |           |  |
| Paulinho 58’ | Marcatori |  |

| Arbitro: | Fabbri (Ravenna) |

|              |           |                       |
| Calliari 61’ | Marcatori | 2’ Erpen 88’ Paulinho |

| Sorrento 7 novembre 2010, ore 14:30 CET 12ª giornata | Sorrento           | 0 – 0 | Pavia | Stadio Italia\| Arbitro: \| Ceccarelli (Terni) \| |
| Arbitro:                                             | Ceccarelli (Terni) |       |       |                                                   |

| Arbitro: | Di Bello (Brindisi) |

|          |           |           |
| Cangi 9’ | Marcatori | 51’ Togni |

| Arbitro: | Cafari Panico (Cassino) |

|                                      |           |                     |
| Paulinho 24’ (rig.), 61’ Carlini 46’ | Marcatori | 5’ Campo 55’ Marchi |

| Arbitro: | Bolano (Livorno) |

|                  |           |  |
| Gomez 60’ (rig.) | Marcatori |  |

| Arbitro: | Barbiero (Vicenza) |

|                     |           |  |
| Togni 10’ Manco 68’ | Marcatori |  |

| Cremona 12 dicembre 2010, ore 14:30 CET 17ª giornata | Cremonese                         | 0 – 0 | Sorrento | Stadio Giovanni Zini\| Arbitro: \| Gallo (Barcellona Pozzo di Gotto) \| |
| Arbitro:                                             | Gallo (Barcellona Pozzo di Gotto) |       |          |                                                                         |

#### Girone di ritorno
| Arbitro: | Irrati (Pistoia) |

|            |           |                                                    |
| Ragusa 20’ | Marcatori | 16’ Carlini 29’ (rig.), 85’ Paulinho 79’ Pignalosa |

| Arbitro: | Bindoni (Venezia) |

|                                                    |           |  |
| Erpen 1’ Carlini 16’ Manco 76’ Paulinho 83’ (rig.) | Marcatori |  |

| Arbitro: | Coccia (San Benedetto del Tronto) |

|                                     |           |              |
| Alessi 21’ Viapiana 39’ Temelin 86’ | Marcatori | 69’ Paulinho |

| Arbitro: | De Benedictis (Bari) |

|  |           |                |
|  | Marcatori | 40’ Longobardi |

| Arbitro: | Peretti (Verona) |

|                                     |           |                   |
| Lo Monaco 3’ (aut.) L. Rossetti 21’ | Marcatori | 54’, 70’ Paulinho |

| Arbitro: | Saia (Palermo) |

|              |           |  |
| De Giosa 45’ | Marcatori |  |

| Arbitro: | Di Paolo (Avezzano) |

|                                      |           |                             |
| Terra 3’ (aut.) Maah 52’ R: Riva 72’ | Marcatori | 28’ De Giosa 77’ Bonvissuto |

| Arbitro: | Di Bello (Brindisi) |

|                                          |           |                                      |
| Paulinho 41’, 89’ Terra 68’ Corsetti 70’ | Marcatori | 20’ Scappini 31’ Martini 88’ Damonte |

| Ferrara 13 marzo 2011, ore 14:30 CET 26ª giornata | SPAL                  | 0 – 0 | Sorrento | Stadio Paolo Mazza\| Arbitro: \| Abbattista (Molfetta) \| |
| Arbitro:                                          | Abbattista (Molfetta) |       |          |                                                           |

| Pagani 20 marzo 2011, ore 14:30 CET 27ª giornata | Paganese          | 0 – 0 | Sorrento | Stadio Marcello Torre\| Arbitro: \| Barbeno (Brescia) \| |
| Arbitro:                                         | Barbeno (Brescia) |       |          |                                                          |

| Arbitro: | La Penna (Roma) |

|                       |           |  |
| Togni 42’ Carlini 69’ | Marcatori |  |

| Arbitro: | Fabbri (Ravenna) |

|                                             |           |                                       |
| Eusepi 21’, 75’ A. Ferretti 28’, 45+1’, 53’ | Marcatori | 15’, 72’, 89’ Paulinho 90+2’ De Giosa |

| Arbitro: | Mariani (Aprilia) |

|                     |           |  |
| Paulinho 54’, 90+5’ | Marcatori |  |

| Arbitro: | Bindoni (Venezia) |

|  |           |                |
|  | Marcatori | 13’, 70’ Erpen |

| Arbitro: | Irrati (Pistoia) |

|                           |           |               |
| Carlini 40’ Pignalosa 64’ | Marcatori | 48’ Ayub Daud |

| Arbitro: | Pairetto (Nichelino) |

|                          |           |               |
| N. Padoin 26’ Casoli 83’ | Marcatori | 50’ Pignalosa |

| Arbitro: | Ceccarelli (Terni) |

|                              |           |                                    |
| A. Esposito 33’ Corsetti 50’ | Marcatori | 4’, 57’ Vitofrancesco 19’ Nizzetto |

#### Play-off
| Arbitro: | Marizni (Aprilia) |

|                            |           |  |
| N. Ferrari 75’, 89’ (rig.) | Marcatori |  |

| Arbitro: | Irrati (Pistoia) |

|             |           |                |
| De Giosa 6’ | Marcatori | 45’ Berrettoni |

### Coppa Italia
| Arbitro: | Gavillucci (Latina) |

|                                                                               |           |  |
| D. Grassi 5’ Paulinho 49’ (rig.) Manco 52’ De Giosa 70’ Vaccaro 73’ Erpen 81’ | Marcatori |  |

| Arbitro: | Calvarese (Teramo) |

|                                            |           |           |
| Signori 22’ Giampà 23’ Cani 51’ Stanco 89’ | Marcatori | 79’ Erpen |

### Coppa Italia Lega Pro
| Arbitro: | Di Ciommo (Venosa) |

|                                         |           |  |
| Insigne 20’, 34’, 57’ Agodirin 63’, 85’ | Marcatori |  |

## Statistiche

### Statistiche di squadra
| Competizione                      | Punti | In casa | In casa | In casa | In casa | In casa | In casa | In trasferta | In trasferta | In trasferta | In trasferta | In trasferta | In trasferta | Totale | Totale | Totale | Totale | Totale | Totale | DR  |
| Competizione                      | Punti | G       | V       | N       | P       | Gf      | Gs      | G            | V            | N            | P            | Gf           | Gs           | G      | V      | N      | P      | Gf     | Gs     | DR  |
| --------------------------------- | ----- | ------- | ------- | ------- | ------- | ------- | ------- | ------------ | ------------ | ------------ | ------------ | ------------ | ------------ | ------ | ------ | ------ | ------ | ------ | ------ | --- |
| Lega Pro Prima Divisione          | 58    | 17      | 13      | 2       | 2       | 37      | 18      | 17           | 3            | 8            | 6            | 24           | 25           | 34     | 16     | 10     | 8      | 61     | 43     | +18 |
| Lega Pro Prima Divisione Play-off | -     | 1       | 0       | 1       | 0       | 1       | 1       | 1            | 0            | 0            | 1            | 0            | 2            | 2      | 0      | 1      | 1      | 1      | 3      | -2  |
| Coppa Italia                      | -     | 1       | 1       | 0       | 0       | 6       | 0       | 1            | 0            | 0            | 1            | 1            | 4            | 2      | 1      | 0      | 1      | 7      | 4      | +3  |
| Totale                            | -     | 19      | 14      | 3       | 2       | 44      | 19      | 19           | 3            | 8            | 8            | 25           | 31           | 38     | 17     | 11     | 10     | 69     | 50     | +19 |

### Andamento in campionato
| Giornata  | 1 | 2 | 3 | 4 | 5 | 6 | 7 | 8 | 9 | 10 | 11 | 12 | 13 | 14 | 15 | 16 | 17 | 18 | 19 | 20 | 21 | 22 | 23 | 24 | 25 | 26 | 27 | 28 | 29 | 30 | 31 | 32 | 33 | 34 |
| --------- | - | - | - | - | - | - | - | - | - | -- | -- | -- | -- | -- | -- | -- | -- | -- | -- | -- | -- | -- | -- | -- | -- | -- | -- | -- | -- | -- | -- | -- | -- | -- |
| Luogo     | C | T | C | T | C | T | C | T | C | C  | T  | C  | C  | T  | C  | T  | T  | T  | C  | T  | C  | T  | C  | T  | C  | T  | T  | C  | T  | C  | T  | C  | T  | C  |
| Risultato | N | N | V | P | V | N | V | N | V | V  | V  | N  | V  | N  | V  | P  | N  | V  | V  | P  | P  | N  | V  | P  | V  | N  | N  | V  | P  | V  | V  | V  | P  | P  |
| Posizione | 4 | 9 | 5 | 6 | 4 | 5 | 3 | 3 | 1 | 1  | 1  | 1  | 1  | 1  | 1  | 1  | 2  | 2  | 2  | 2  | 2  | 2  | 2  | 2  | 2  | 2  | 2  | 2  | 2  | 2  | 2  | 2  | 2  | 2  |

Legenda:

Luogo: C = Casa; T = Trasferta. Risultato: V = Vittoria; N = Pareggio; P = Sconfitta.